# Steve Riddick
Steven Earl Riddick (Newport News, 18 de setembro de 1951) é um ex-velocista e campeão olímpico norte-americano.
Sem conseguir se classificar na equipe americana para disputar os Jogos de Munique 1972, em 1975 ele correu o mais rápido tempo cronometrado automaticamente naquele ano, 10s5, que permaneceu como o recorde pessoal de sua carreira; ele começou este ano causando espanto e diversão nos adversários quando correu a semifinal de uma prova indoor de calças de moleton porque havia esquecido o calção; venceu a final com um calção emprestado.
Em Montreal 1976 ele foi eliminado na semifinal dos 100 m rasos mas conquistou a medalha de ouro integrando o revezamento 4x100 m junto com Harvey Glance, Lam Jones e Millard Hampton. No ano seguinte, também integrou o revezamento americano que venceu a prova na primeira Copa do Mundo de Atletismo, em Dusseldorf, e estabeleceu novo recorde mundial de 38s03; adicionou mais uma medalha de ouro à carreira no 4x100 m que venceu a prova nos Jogos Pan-americanos de 1979, em San Juan de Porto Rico. 

## Pós-carreira e  prisão
Depois do boicote dos EUA aos Jogos de Moscou 1980, ele tentou mais uma qualificação para Los Angeles 1984 aos 33 anos, mas não conseguiu, encerrando a carreira de velocista internacional. Tornou-se técnico de atletismo da Norfolk State University e teve grande sucesso a princípio, até ser envolvido em um escândalo sobre a apropriação indevida de fundos do curso universitário pelo qual ele e outros técnicos acabaram demitidos.
Em 2006 ele foi indiciado e preso sob acusação de fraude por seu alegado envolvimento num caso de lavagem de dinheiro. Seu ex-aluno, Tim Montgomery, campeão olímpico no revezamento 4x100 m em Sydney 2000 também se tornou réu no caso, assim como a então namorada de Montgomery, a multimedalhista olímpica e mundial Marion Jones . Em 2008 ele foi sentenciado a cinco anos e três meses de prisão por falsificação de cheques. Jones foi condenada a seis meses por papel menor no caso e por seu envolvimento em dopagem com esteroides.